# Романін Дмитро Васильович
Дмитро Васильович Романін (22 червня 1929, село Рогнедино Рославльського повіту Смоленської губернії, тепер селище Брянської області, Російська Федерація — 3 грудня 1996, місто Калінінград, Російська Федерація) — радянський державний діяч, голова Калінінградського міськвиконкому, 1-й секретар Калінінградського міського комітету КПРС, 1-й секретар Калінінградського обласного комітету КПРС. Кандидат у члени ЦК КПРС у 1986—1990 роках. Депутат Верховної Ради СРСР 11-го скликання.

## Життєпис
Народився в селянській родині.
У 1950 році закінчив Велико-Токмацький механічний технікум Запорізької області.
У 1950—1951 роках — майстер, конструктор Калінінградського машинобудівного заводу Калінінградської області.
У 1951—1955 роках — 1-й секретар Балтійського районного комітету ВЛКСМ міста Калінінграда; в апараті Калінінградського обласного комітету ВЛКСМ; 1-й секретар Калінінградського міського комітету ВЛКСМ.
Член КПРС з 1952 року.
У 1955—1961 роках — інструктор, заступник завідувача відділу, завідувач відділу Калінінградського міського комітету КПРС; секретар партійного комітету Управління експедиційного лову Калінінградської області.
У 1961—1965 роках — 1-й секретар Балтійського районного комітету КПРС міста Калінінграда.
У 1963 році закінчив заочно Калінінградський технічний інститут рибної промисловості і господарства.
У 1965—1966 роках — 2-й секретар Калінінградського міського комітету КПРС.
У 1966—1972 роках — голова виконавчого комітету Калінінградського міської ради депутатів трудящих.
У 1972—1981 роках — 1-й секретар Калінінградського міського комітету КПРС.
У 1981—1983 роках — секретар Калінінградського обласного комітету КПРС.
У червні 1983 — 14 січня 1984 року — 2-й секретар Калінінградського обласного комітету КПРС.
14 січня 1984 — 7 вересня 1989 року — 1-й секретар Калінінградського обласного комітету КПРС.
З вересня 1989 року — персональний пенсіонер союзного значення в місті Калінінграді.
Помер 3 грудня 1996 року в Калінінграді.

## Нагороди і звання
- орден Леніна
- два ордени Трудового Червоного Прапора
- орден «Знак Пошани»
- медалі